# أبو داود الطيالسي
أبو داود سليمان بن داود الطيالسي (133- 204 هـ / 750- 819 م) مُحدِّث، من الحفاظ المتقنين، فارسي الأصل. سكن البصرة، ورحل إلى بلدان كثيرة. روى عن جرير بن حازم، وحماد بن زيد، وحماد بن سلمة، وشعبة، وسفيان الثوري، وغيرهم. روي عنه أنه قال: كتبت عن ألف شيخ. روى عنه أحمد بن حنبل، وعلي بن المديني، وعمرو بن علي الفلاس، ومحمود بن غيلان وغيرهم. أكثر من الرواية عن شعبة وكان من المقدَّمين في الراوية عنه. كان قوي الحفظ، ويعتز بذلك. ذُكر في ترجمته أنه كان يحدِّث من حفْظه فوقع في أخطاءٍ يسيرة تبعًا لذلك. جمعت أحاديثه في مسند عُرف باسم "مسند الطيالسي". توفي بالبصرة.

## في كتب الرجال
- قال المزي في تهذيب الكمال: سليمان بن داود بن الجارود، أبو داود الطيالسي البصري الحافظ، فارسي الأصل، وهو مولى لقريش. وقال يحيى بن معين: مولى لآل الزبير بن العوام، وأمه فارسية كانت مولاة لبنى نصر بن معاوية.
- وقال المزي: قال عبد الكريم بن أحمد بن الرواس: سمعت عمرو بن على الفلاس يقول: ما رأيت في المحدثين أحفظ من أبى داود الطيالسى، سمعته يقول: أسرد ثلاثين ألف حديث ولا فخر وفي صدرى اثنا عشر ألف حديث لعثمان البرى ما سألنى عنها أحد من أهل البصرة فخرجت إلى أصبهان فبثثتها فيهم. وقال جعفر الفريابى، عن عمرو بن على: أبو داود ثقة. وقال على ابن المديني: ما رأيت أحدا أحفظ من أبى داود الطيالسى.
- وقال عمر بن شبة: كتبوا عن أبى داود بأصبهان أربعين ألف حديث وليس معه كتاب.
- وقال عبد الله بن محمد بن جعفر القزوينى، عن إبراهيم الأصبهانى: سمعت بندارا يقول: ما بكيت على أحد من المحدثين ما بكيت على أبى داود الطيالسى. قال: فقلت له: وكيف؟ فقال: لما كان من حفظه ومعرفته، وحسن مذاكرته. وقال عمرو بن على: سمعت عبد الرحمن بن مهدي يقول: أبو داود الطيالسى أصدق الناس.
- وقال الحجاج بن يوسف بن قتيبة الأصبهاني: سئل النعمان بن عبد السلام وأنا حاضر عن أبى داود الطيالسى، فقال: هو ثقة مأمون. وقال أبو مسعود أحمد بن الفرات الرازي: ما رأيت أحدا أكبر في شعبة من أبي داود.
- وقال أيضا: سألت أحمد بن حنبل عن أبى داود، فقال: ثقة صدوق. فقلت: إنه يخطئ؟ فقال: يحتمل له. وقال عثمان بن سعيد الدارمى: سألت يحيى بن معين ـ يعنى عن أصحاب شعبة ـ قلت: فأبو داود أحب إليك أو حرمى؟ فقال: أبو داود صدوق، أبو داود أحب إلى. قلت: فأبو داود أحب إليك أو عبد الرحمن بن مهدي؟فقال: أبو داود أعلم به.
- وقال عثمان: عبد الرحمن أحب إلينا في كل شيء، وأبو داود أكثر رواية عن شعبة.
- وقال حفص بن عمر المهرقانى: كان وكيع يقول: أبو داود جبل العلم.
- وقال أحمد بن عبد الله العجلي: بصرى ثقة، وكان كثير الحفظ، رحلت إليه فأصبته، مات قبل قدومى بيوم، وكان قد شرب البلاذر هو وعبد الرحمن بن مهدي، فجزم هو، وبرص عبد الرحمن، فحفظ أبو داود أربعين ألف حديث، وحفظ عبد الرحمن عشرة آلاف حديث. * وقال إبراهيم بن سعيد الجوهري: أخطأ أبو داود الطيالسى في ألف حديث.
- وقال النسائي: ثقة من أصدق الناس لهجة.
- وقال أبو أحمد بن عدى: حدثنا أبو يعلى الموصلي، قال: سمعت محمد بن المنهال الضرير يقول: قلت لأبى داود صاحب الطيالسة يوما: سمعت من ابن عون شيئا؟ قال: لا. قال: فتركته سنة، وكنت أتهمه بشئ قبل ذلك حتى نسى. قال: فلما كان سنة قلت له: يا أبا داود سمعت من ابن عون شيئا؟ قال: نعم. قلت: كم؟ قال: عشرون حديثا ونيف. قلت: عدها علي. فعدها كلها، فإذا هي أحاديث يزيد بن زريع ما خلا واحدا له ما أعرفه.
- قال ابن عدي: وأبو داود الطيالسى كان في أيامه أحفظ من بالبصرة مقدما على أقرانه لحفظه ومعرفته، وما أدرى لأى معنى قال فيه ابن المنهال ما قاله، وهو كما قال عمرو بن على: ثقة، وإذا جاوزت في أصحاب شعبة من معاذ بن معاذ، وخالد بن الحارث، ويحيى القطان، وغندر، فأبو داود خامسهم. وله أحاديث يرفعها، وليس بعجب من يحدث بأربعين ألف حديث من حفظه أن يخطئ في أحاديث منها، يرفع أحاديث، يوقفها غيره، ويوصل أحاديث، يرسلها غيره، وإنما أتى ذلك من حفظه، وما أبو داود عندى وعند غيرى إلا متيقظ ثبت.
- وقال محمد بن سعد: كان ثقة كثير الحديث، وربما غلط. توفى بالبصرة سنة ثلاث ومئتين وهو يومئذ ابن اثنتين وسبعين سنة لم يستكملها وصلى عليه يحيى بن عبد الله ابن عم الحسن بن سهل، وهو يومئذ وإلى البصرة.
- وقال أبو موسى محمد بن المثنى: مات سنة ثلاث أو أربع ومئتين.
- وقال عمرو بن على: مات سنة أربع ومئتين وهو ابن إحدى وسبعين.
- وقال خليفة بن خياط: مات في ربيع الأول سنة أربع ومئتين. استشهد به البخاري في «الجامع»، وروى له في «القراءة خلف الإمام» وغيره وروى له الباقون.
- قال ابن حجر:[2] حكى أبو نعيم عن عامر بن إبراهيم الأصبهانى قال: سمعت أبا داود قال: كتبت عن ألف شيخ. وقال سليمان بن حرب: كان شعبة إذا قام أملى عليهم أبو داود ما مر لشعبة. وقال أحمد بن سعيد الدارمى: سألت أحمد بن حنبل عن من اكتب حديث شعبة؟ قال: كنا نقول ـ وأبو داود حى ـ: يكتب عن أبى داود، ثم عن وهب، أما أبو داود فللسماع وأما وهب فللإتقان. وذكره ابن حبان في «الثقات».
- وقال ابن أبي حاتم: قيل إن أبا داود كان محله أن يذاكر شعبة.
- قال عبد الرحمن: وسمعت أبى يقول: أبو داود محدث صدوق كان كثير الخطأ، وهو أحفظ من أبى أحمد.
- وقال وكيع: ما بقى أحد أحفظ لحديث طويل من أبى داود. وذكر يونس بن حبيب الزبيرى أن أبا داود ذاكرهم بحضرة شعبة، فقال له شعبة: يا أبا داود لا نجئ بأحسن مما جئت به.

## المصدر
- الموسوعة العربية العالمية